# سیارک ۸۲۹۲۶
سیارک ۸۲۹۲۶ (به انگلیسی: 82926 Jacquey، نامگذاری:2001QH110) هشتاد و دو هزار و نهصد و بیست و ششمین سیارک کشف شده‌است که در ۲۵ اوت ۲۰۰۱ کشف شد.